# Rivière Dandurand
Pour les articles homonymes, voir Dandurand.
La rivière Dandurand est un affluent de la rivière Bazin, coulant au nord du fleuve Saint-Laurent, dans le canton de Dandurand, dans le secteur de Parent de la ville de La Tuque, dans la région administrative de la Mauricie, au Québec, au Canada.
Ce cours d’eau coule entièrement dans une petite vallée en zone forestière et au sud du chemin de fer du Canadien National. Ce sous-bassin versant est sans villégiature, sauf autour de la baie de la décharge du lac Rainbow et sur une pointe ouest du lac Mauser que traverse la rivière Dandurand.
La surface de la rivière Dandurand est généralement gelée du début décembre jusqu’en début avril.

## Géographie
La rivière Dandurand prend sa source à l’embouchure du lac Dandurand (longueur : 10,4 km ; altitude : 423 m), dans la ville de La Tuque. Ce lac est situé à 7,4 km au sud-est du village de Parent et au sud du chemin de fer du Canadien National.
Ce lac comporte plusieurs baies dont la baie aux Brochets (à l’est) et la baie Simard (au sud-est). Ce lac est relié au lac Niverville par la baie située au nord-est. Ce lac est alimenté par la rivière Bellerive se déversant sur la rive est de la baie du Nord-Est, et par les ruisseaux Johnson (venant de l’est), Nash (du sud-est), au Foin (du Sud), Simard (du Sud) et Rambeaux (du sud-ouest).
L’embouchure du lac Dandurand est située à 8,6 km au sud-est de la confluence de la rivière Dandurand, à 144 km au nord-ouest du centre-ville de La Tuque et à 215 km à l'est de Senneterre.
À partir de l’embouchure du lac des Dandurand, la rivière Dandurand coule sur 12,0 km, selon les segments suivants :
- 4,0 km vers l'ouest dans le canton de Dandurand, jusqu’à la rive est du lac Mauser ;
- 6,4 km vers le nord en traversant le lac Mauser (altitude : 411 m) sur sa pleine longueur, lequel a la forme d’un Z, jusqu’à la décharge du lac Grant (venant du nord-est). Note : Le lac Mauser est situé du côté est de la montagne du radar de Parent dont le sommet atteint 614 m ;
- 1,6 km vers le nord-est en passant du côté sud du village de Parent et en passant sous le pont du chemin de Parent-Mont-Laurier, jusqu’à la confluence de la rivière[2].

La rivière Dandurand se déverse dans un coude de rivière sur la rive est de la rivière Bazin. Cette confluence est située du Côté Sud du chemin de fer à :
- 1,5 km à l'ouest du centre du village de réservoir Baskatong ;
- 4,3 km au nord du sommet de la montagne du radar de Parent] ;
- 5,3 km à l'est de la confluence de la rivière à la Marte.

## Toponymie
Le toponyme rivière Dandurand a été officialisé le 5 décembre 1968 à la Commission de toponymie du Québec.